# Vreemde Tralies
Vreemde Tralies is een documentaire uitgezonden door de Nederlandse Evangelische Omroep. In dit programma worden Nederlanders op die in buitenlandse gevangenissen gevangenzitten. Het eerste seizoen werd gepresenteerd door presentator Herman Wegter, het tweede seizoen door Arjan Erkel.

## Afleveringen

### Seizoen 2007
| Datum             | Naam gevangene(n)                | Misdrijf                              | Land             |
| ----------------- | -------------------------------- | ------------------------------------- | ---------------- |
| 25 september 2007 | Wendy van Lien                   | drugssmokkel                          | Peru             |
| 9 oktober 2007    | Edward Kleine                    | rijden onder invloed dodelijk ongeval | Verenigde Staten |
| 16 oktober 2007   | Jan de Bie                       | drugssmokkel                          | Panama           |
| 30 oktober 2007   | Esther van Holst Rogier Schut    | drugssmokkel                          | Ierland          |
| 13 november 2007  | Hans van Buel                    | drugssmokkel                          | Italië           |
| 20 november 2007  | Charlon Raphaella                | drugssmokkel                          | Japan            |
| 4 december 2007   | John van den Broek               | drugssmokkel                          | Marokko          |
| 18 december 2007  | Nicole Alberts Precious Coutinho | drugssmokkel                          | Argentinië       |